# Dola (India)
Dola è una suddivisione dell'India, classificata come census town, di 10.377 abitanti, situata nel distretto di Shahdol, nello stato federato del Madhya Pradesh. In base al numero di abitanti la città rientra nella classe IV (da 10.000 a 19.999 persone).

## Geografia fisica
La città è situata a 23° 13' 29 N e 82° 07' 55 E.

## Società

### Evoluzione demografica
Al censimento del 2001 la popolazione di Dola assommava a 10.377 persone, delle quali 5.402 maschi e 4.975 femmine. I bambini di età inferiore o uguale ai sei anni assommavano a 1.441, dei quali 744 maschi e 697 femmine. Infine, coloro che erano in grado di saper almeno leggere e scrivere erano 6.435, dei quali 3.786 maschi e 2.649 femmine.